# Richū
L'empereur Richū (履中天皇, Richū Tennō) est le dix-septième empereur du Japon, au Ve siècle, selon l'ordre traditionnel de la succession.

## Biographie
Aucune date certaine ne peut être assignée pour le règne de cet empereur, mais on situe son règne au début du Ve siècle, de 415 à 419, bien qu'on n'en connaisse pas les dates avec certitude. Dans la tradition, il est né en 336 et mort en 405, son règne ayant commencé en 400. Aucune de ces dates n'a de fondement établi.
Selon le Nihon shoki et le Kojiki, il était le premier fils de l'empereur Nintoku. Avant son règne, il s'échappa du palais de Naniwa Nagara-Toyosaki au Isonokami-jingū à cause d'un incendie. Il succomba à une maladie durant la sixième année de son règne. Son tombeau se situe dans la province de Kawachi, au centre de la préfecture d'Osaka actuelle. Son plus jeune frère, Hanzei, lui succéda ; aucun de ses fils n'hérita directement du trône, mais ses deux petits-fils, Kenzō et Ninken, devinrent ultérieurement empereurs.
Selon la légende, alors qu'il était en bateau sur l'étang près de son palais, des fleurs de cerisier tombèrent dans sa coupe de saké. L'empereur en fut si charmé qu'il baptisa son palais Waka Sakura no Miya et commissionna des lettrés pour écrire et répandre cette histoire.
Quelques historiens pensent l'identifier dans le Livre de Song comme le Roi San. Le Roi San avait envoyé des messagers à la dynastie Song en Chine au moins deux fois, en l'an 421 et 425, et il mourut avant 438, son plus jeune frère lui succédant.